# 放屁師

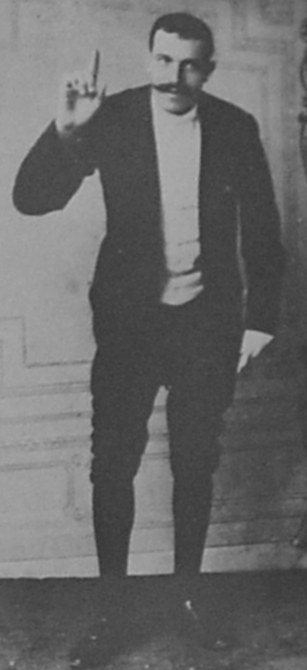
ル・ペトマーヌは二十世紀初頭の頃のフランスの熟練放屁師であった。

放屁師（ほうひし、へっぴりおとこ）とは、屁を放つことにより人を楽しませる芸人である。工夫を凝らしたやり方、音楽のようなやり方や面白いやり方で、ただ屁を放つのみである。

## 歴史
屁を用いて様々なリズムや音高を生み出すことのできる古代や中世の放屁師については数多くの文献がある。アウグスティヌスは、彼の著作である『神の国』の中で、「とても上手に腸を操ることができる能力があるので、思いのままに絶え間なく屁をこくことができ、歌を歌っているような音を生み出すことのできる芸人がいる」と述べている。
中世アイルランドで放屁が専門の芸人は「ブライゲトイール」と呼ばれた。放屁専門の芸人は、12世紀にタラの丘での宴会を描いた絵画である「テク ミドチュラウダ」の中で他の芸人や音楽家と共に描かれている。芸人としてはこうした専門放屁師は、詩人や吟遊詩人、ハープ奏者が頂点を占める階層の中で比較的低い位に位置していた。
13世紀イギリスの『料金に関する法律書』の中のある項目において、中世終盤のある一人の放屁師について述べられている。その項目は、一人のローランド放屁師を取り上げており、彼はサフォークという地域にヘミングストーン荘園を持っていたため、飛び跳ね、口笛を吹き、屁をこく、という芸を年に一度、毎年クリスマスの日にヘンリー2世の王宮で披露することが義務づけられていた。しかし専門放屁師による芸はもはや上流階級に限って披露されるものではなかったようである。14世紀の長編寓話詩である『農夫ピアズの幻』の中で、ありふれた営みとして、物語を伝える話術、ヴァイオリンやハープの演奏術といった一般的な芸と肩を並べ、放屁も数えられていたようである。この詩は「私には、パーティーでドラムを叩いたり、トランペットを吹いたり、冗談を言ったり、人を楽しませる屁を奏でたり、ハープを演奏することはできないのである」と解釈される。
日本では、放屁師は江戸時代に「放屁男（へっぴりおとこ）」として知られていた。

## 大衆文化の中の放屁師
- テレビアニメ『サウスパーク』に登場する テレンス&フィリップというコメディアンは、放屁ネタを好むことで知られている。
- ペレズミーズというパーカシカの漫画に登場するスーパーヒーロー。ファートマン（ハワード・スターン）という人物の能力によく似た、超自然的なほど強力な屁をこくという唯一無二の超能力を持つ。
- ファーティン・ギャリィとファーティン・ルディという二人の空想上の放屁師が登場するミスターショーという短編漫画シリーズのある一話。その短編ではルディは専門のお笑い放屁師である熟練のギャリィのお笑いショーを盗み見る。そしてルディは「放屁皇太子」の称号を獲得し、「セカンドウィンド社」という表題がついたギャリィ自身の番組である日常コメディー番組で、主演の座を獲得した。
- 1987年にヨーゼ・サンチス・シニシュテルラによってかかれたヤイ　カルメーラ！というスペインの演劇や、1990年にその演劇に基づいて作られた作品である同じ名前の映画において、パウリーノという主演男優の職業が放屁師である。
- 1999年の映画『ミステリーメン』にはシュプリーン（パウル・ロイベンズ）という屁を武器にしたキャラクターがおり、その能力のせいで常にひどく臭いにおいがするという設定をもつ。
- 1977年のデレクとクライブの再来という喜劇集において、ドゥードレイ・モーレは、ピーター・コックの演じる登場人物が主催するスコットランドの模擬ラジオ番組に出演するロス・マクファルターと呼ばれる専門の放屁師を演じている。
- ラジオジョッキー番組の芸人であるハワード・スターンはMTVビデオミュージックアワード1992に、超強力な屁の力のおかげで空を飛んだり悪と戦ったりすることのできる空想上のスーパーヒーローであるファートマンとして出演した。放屁師のキャラクターは1970年代中盤のユーモア雑誌であるナショナルランプーンに初めて登場した。
- 漫画『ONE PIECE』の登場人物・錦えもんは、放屁師としての能力を使ってコミュニケーションをとることができた。
- ジョニー・ファートパンツという『ヴィッツ（英語版）』という漫画の登場人物。彼はときどき放屁師としての能力を披露することがあったが、普段は直腸の能力をスーパーヒーローの力として使用していた。
- 漫画『ドラえもん』のひみつ道具に、『音楽イモ』が登場する。食べると肛門から「メロディーガス」が発せられる。

## 有名な放屁師
- ル・ペトマーヌ（1887年から1914年までフランスで活躍した放屁師）
- ローランド放屁師（英語版）（イングランドのヘンリー二世王宮直属の放屁師）
- ウィル放屁師（ジャッカス3D や ハワードスターンショーに登場する放屁師）
- ミスター・メタン
- 市川こいくち
- 藤本リョウ

## 関連記事
- 曲屁
- 放屁合戦